# Ust´-Anża
Ust´-Anża (ros. Усть-Анжа) – wieś (dieriewnia) w Rosji, w Kraju Krasnojarskim, w rejonie sajańskim. W 2010 liczyła 120 mieszkańców.